# گذرگاه مرزی میرجاوه
گذرگاه مرزی میرجاوه یا نقطهٔ مرزی میل ۷۲ مهم‌ترین گذرگاه مرزی بین ایران و پاکستان است و در ۱۲ کیلومتری شهر میرجاوه و مجاورت شهرک تفتان پاکستان و ۸۹ کیلومتری جنوب شرق زاهدان قرار دارد. این گذرگاه از طریق راه‌آهن، ایران را به پاکستان و شبه‌قاره هند متصل می‌کند. همچنین محل اتصال جاده ۸۴ ایران و بزرگراه N-40 پاکستان می‌باشد. نام این مرز در کشور پاکستان، مرز تفتان است. مرز میرجاوه با معضلات ناامنی، عبور غیرقانونی و قاچاق گسترده روبروست.

## تاریخچه

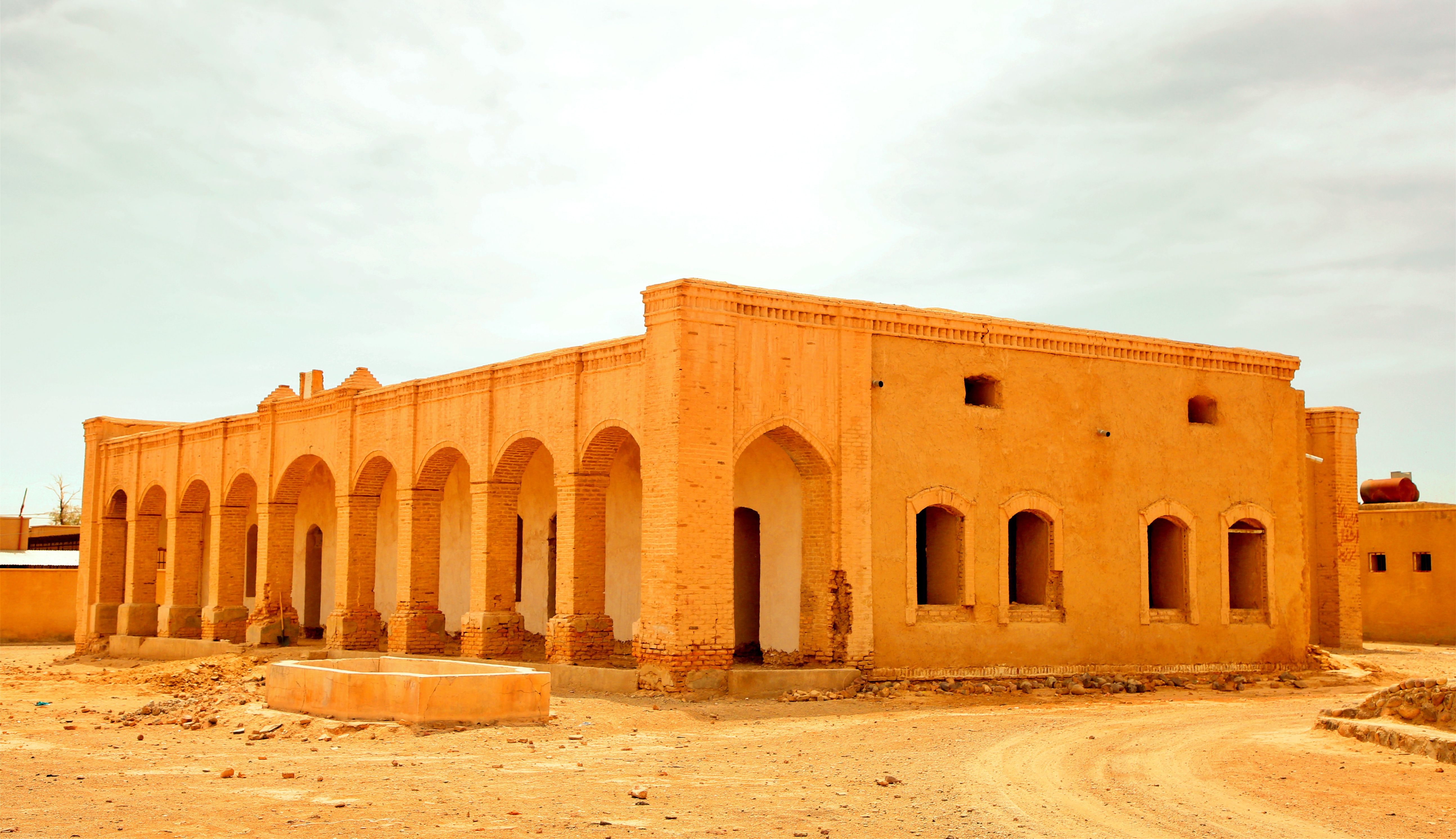
ساختمان گمرک قدیم میرجاوه

گمرک میرجاوه یکی از قدیمی‌ترین گمرکات کشور با قدمتِ بیش از صد سال است که از آن ورود و خروج کالا و مسافر صورت می‌گرفته است. اواخر دورهٔ قاجار در سال ۱۲۹۷ (دوران جنگ جهانی اول)، انگلیسی‌ها راه‌آهنی از شهر کویته به نوشکی و سپس به میرجاوه در خاک ایران کشیدند که زمینهٔ پیشرفت میرجاوه را فراهم آورد. در همین زمان ساختمان گمرک روبروی ایستگاه راه‌آهن میرجاوه ساخته‌شد. براساس مقررات وضع‌شده توسط ایران و انگلیس برای بهره‌برداری از راه‌آهن کویته-میرجاوه، صادرات کالا از ایران و افغانستان به هندوستان به‌وسیلهٔ راه‌آهن از حقوق گمرکی و تحصیل پروانهٔ ورود معاف بود. در آن سال‌ها، گمرک زاهدان و میرجاوه از پررونق‌ترین گمرکات ایران بودند تا این‌که در سال ۱۳۲۶ به‌سبب ناامنی ناشی از وقایع مرتبط با تجزیه هندوستان و همچنین از دست رفتن مرز مشترک ایران با هند، مبادلات تجاری بین ایران و هندوستان از مرز میرجاوه افت شدیدی پیدا کرد و درآمد این گمرک‌ها شدیداً کاهش یافت. چنان‌که بازرگانان از منطقه مهاجرت کردند و از تعداد کارکنان گمرک میرجاوه نیز کاسته شد.
در سال‌های بعد، مبادلات تجاری ایران با کشور تازه‌تأسیس پاکستان به مرور افزایش یافت. در سال‌های ۱۳۲۹ تا ۱۳۳۳ صادرات ایران به پاکستان چندین برابر واردات از این کشور شد. این رشد شدید صادرات همزمان با تلاش‌های دولت مصدق برای فروش بنزین و نفت به همسایگان بود. به‌علاوه، عمدهٔ واردات ایران از پاکستان را محصولات کشاورزی تشکیل می‌داد. در سال ۱۳۳۶ با تعیین مرز کنونی بین ایران و پاکستان، دو کشور از نظر روابط تجاری در موقعیت بهتری قرار گرفتند. در دورهٔ پهلوی، دفتر گمرک میرجاوه یکی از دفاتر تابع گمرک زاهدان بود و از ضعف زیرساخت رنج می‌برد. به‌دلیل دریافت عوارض گمرکی توسط پاکستان، تجار ایرانی صادرات به هند از طریق بندرهای جنوب و خرمشهر (مشمول معافیت‌های گمرکی) را ترجیح دادند؛ درنتیجه در این منطقه، راه‌آهن نیز مزیت خود را از دست داد. در این دوران، مردم منطقه برای امرار معاش، به قاچاق روی آوردند و تلاش دولت برای مقابله با آن موفق نبود.

## بخش‌ها
مرز میرجاوه مرز قانونی و رسمی بین ایران و پاکستان است و دارای پایانه مرزی، مرزبانی، گمرک و بازارچهٔ مرزی می‌باشد.

### گمرک
در گمرک میرجاوه، رویه‌های واردات قطعی، صادرات قطعی، ورود موقت، صدور موقت، عبور خارجی و امور مسافری انجام می‌شود. همچنین این گمرک دارای تعاونی مرزنشینان و واحد قضایی مستقل برای رسیدگی به قاچاق است.

### بازارچه مرزی
بازارچه مرزی میرجاوه در سال ۱۳۷۴ افتتاح شد. این بازارچه در محوطه‌ای به مساحت ۱۲۰ هزار متر مربع ایجاد شد و دارای تأسیسات اداری برای کارکنان بازارچه و همچنین سوله، انبار و باسکول است.

## خط ریلی
گذرگاه مرزی میرجاوه نقطه‌ای است که خط راه‌آهن پاکستان در مسیر کویته به زاهدان از مرز عبور می‌کند. از زمان افتتاح خط راه‌آهن میرجاوه-زاهدان در سال ۱۲۹۹، این خط ریلی منزوی بود و به شبکهٔ راه‌آهن ایران متصل نشده‌بود. با افتتاح خط راه‌آهن بم-زاهدان در سال ۱۳۸۸، شبکهٔ راه‌آهن پاکستان به شبکهٔ راه‌آهن ایران متصل شد. از آنجایی که عرض خطوط راه‌آهن ایران (ریل استاندارد) و پاکستان (ریل عریض) متفاوت است، در زاهدان یک ایستگاه break-of-gauge و مرکز ترانشیپ‌منت ساخته شده است.